# Christian Georg Schütz der Vetter

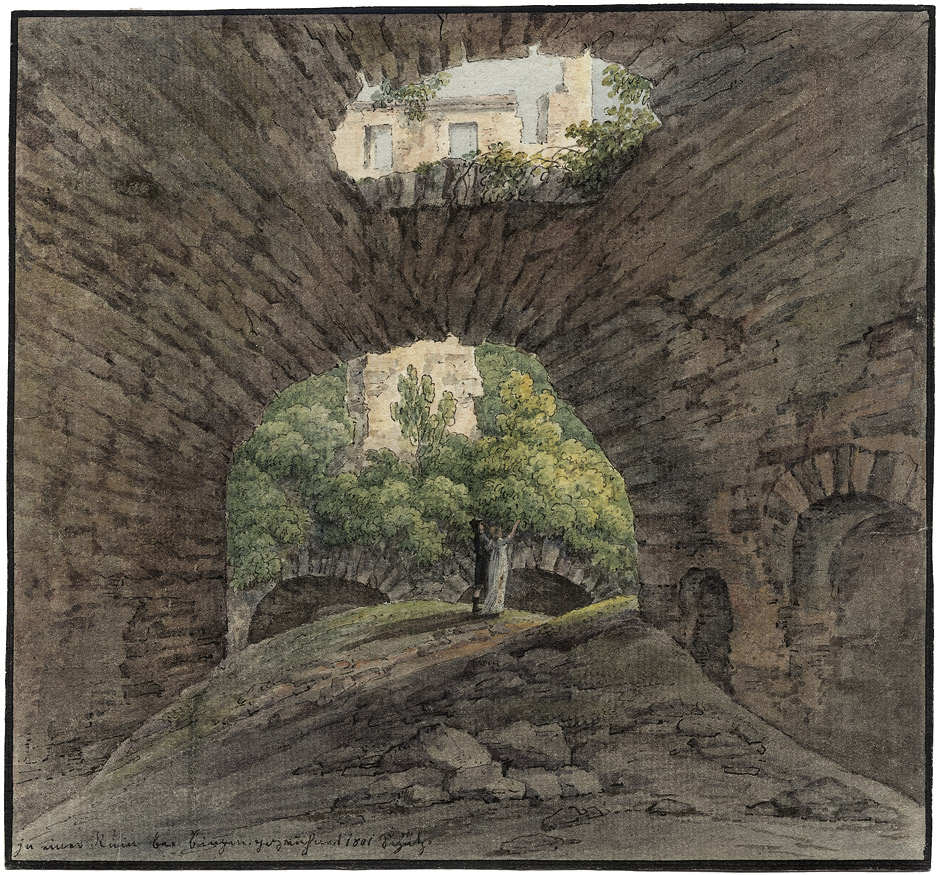
Schütz: In einer Ruine in Bingen (1801)

Christian Georg Schütz der Vetter (* 3. September 1758 in Flörsheim am Main; † 10. April 1823 in Frankfurt am Main) war ein deutscher Maler und Radierer.

## Leben
Schütz war eines von neun Kindern des Flörsheimer Acker- und Weinbauern Johann Peter Schütz (1718–1770) und der Maria Barbara geb. Simon (* 1719). Der Vater war ein Cousin von Christian Georg Schütz d. Ä., bei dem der junge Christian Georg mit 12 Jahren nach dem Tode seines Vaters in die Lehre als Maler ging. 1779 unternahm er mit seinem Onkel eine erste Studienreise an den Rhein, bei der er die Kunstsammlungen in Köln und Düsseldorf besuchte und erste Zeichnungen nach der Natur anfertigte. Es folgten weitere sommerliche Studienreisen, vor allem in den Taunus, 1788 auch wiederum an den Rhein, die Lahn und die Mosel, 1789 ins Elsass und die nördliche Schweiz und 1790 ins Berner Oberland und an den Lago Maggiore. Dabei entwickelte Schütz einen eigenen Stil, insbesondere in der Gestaltung großformatiger Aquarelle. Zahlreiche seiner Aquarell- und Sepiazeichnungen wurden von Johann Gottlieb Prestel und anderen gestochen und vervielfältigt. Seit 1804 schuf er vornehmlich Illustrationen zu Reiseliteratur und zur Rhein-, Main- und Lahnregion, unter anderem für Johann Isaak von Gerning.
Trotz der Anerkennung seines Talentes konnte er nie an den wirtschaftlichen Erfolg seines Onkels anknüpfen. Er wurde niemals Bürger oder Beisasse der Stadt Frankfurt, sondern lebte und arbeitete über 50 Jahre als geduldeter Ausländer („Permissionist“) im Haushalt seines Onkels und dessen Witwe. Nach einem aufgelösten Verlöbnis mit einer talentierten Schülerin blieb er zeitlebens unverheiratet.
1809 beauftragte ihn Großherzog Carl Theodor von Dalberg mit der Verwaltung und Restaurierung von Gemälden, die im Zuge der Säkularisation aus kirchlichem in städtischen Besitz übergegangen waren. Darunter befanden sich auch sieben Tafeln von Hans Holbein d. Ä., die zum Hochaltar der ehemaligen Dominikanerkirche gehört hatten. Schütz verkaufte die Tafeln für 700 Gulden an den Würzburger Hofrat Martinengo. Ob er sie unterschlagen oder mit Zustimmung oder Kenntnis des Großherzogs weitergegeben hatte, konnte niemals geklärt werden. 1866 kaufte das Städel die Tafeln aus dem Nachlass Martinengos zurück.
Über Schütz’ letzte Lebensjahre ist wenig bekannt. Er starb am 10. April 1823 in Frankfurt.